# لين كوكي
لين كوكي (بالإنجليزية: Lynne Cooke)‏ هي أمينة متحف ومؤرخة أسترالية وأمريكية، ولدت في 23 يونيو 1952 في غيلونغ في أستراليا.